# 아히 (소스)
아히(스페인어: ají) 또는 아히아코(스페인어: ajiaco)는 고추, 토마토, 고수 잎, 양파, 물로 만든 소스이다. 페루와 볼리비아, 콜롬비아 등 안데스 지역의 전통 살사(소스)이며, "아히"는 이 지역에서 고추 류를 부르는 말이다.

## 사진

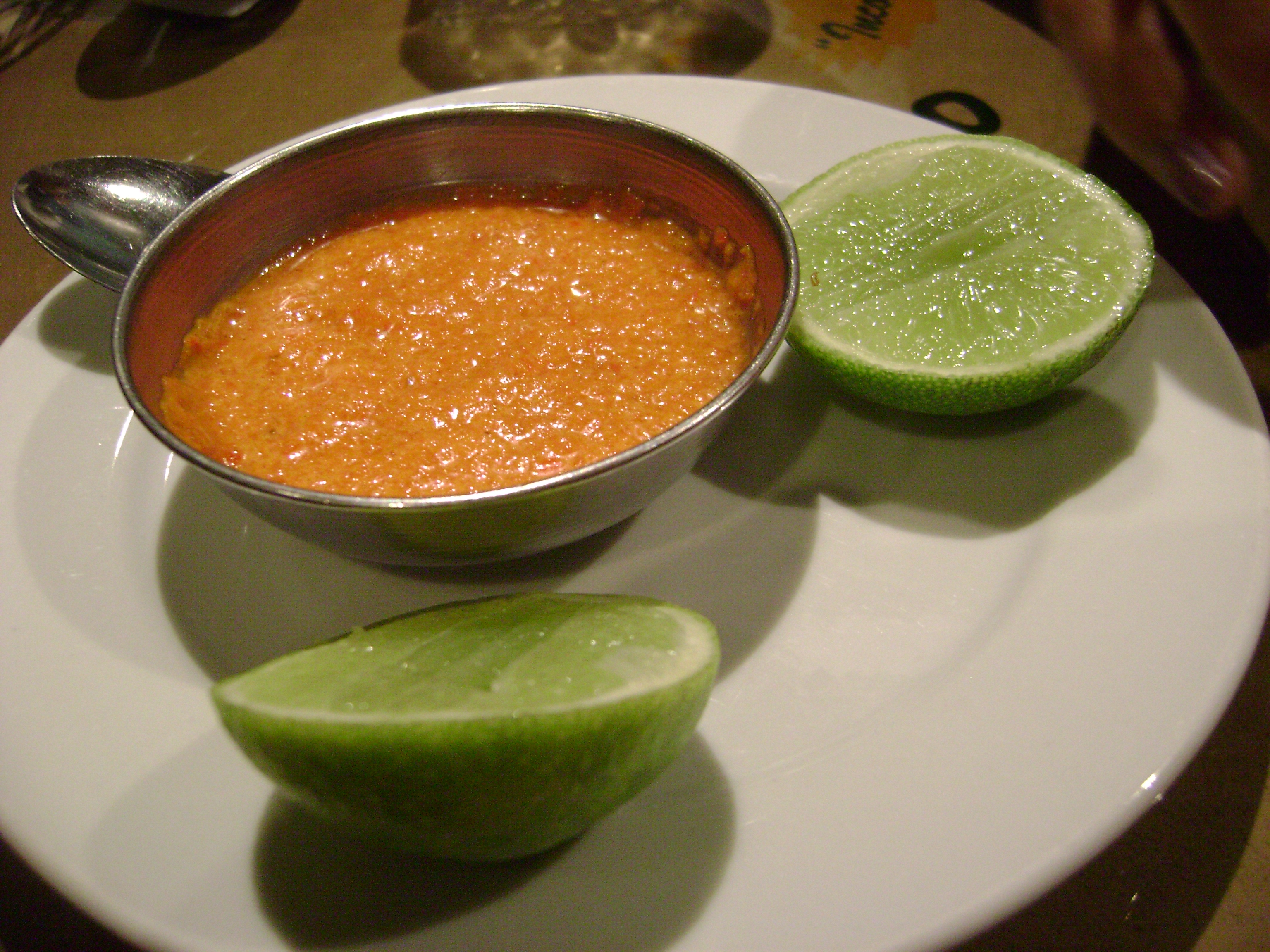
살사 데 아히와 키라임
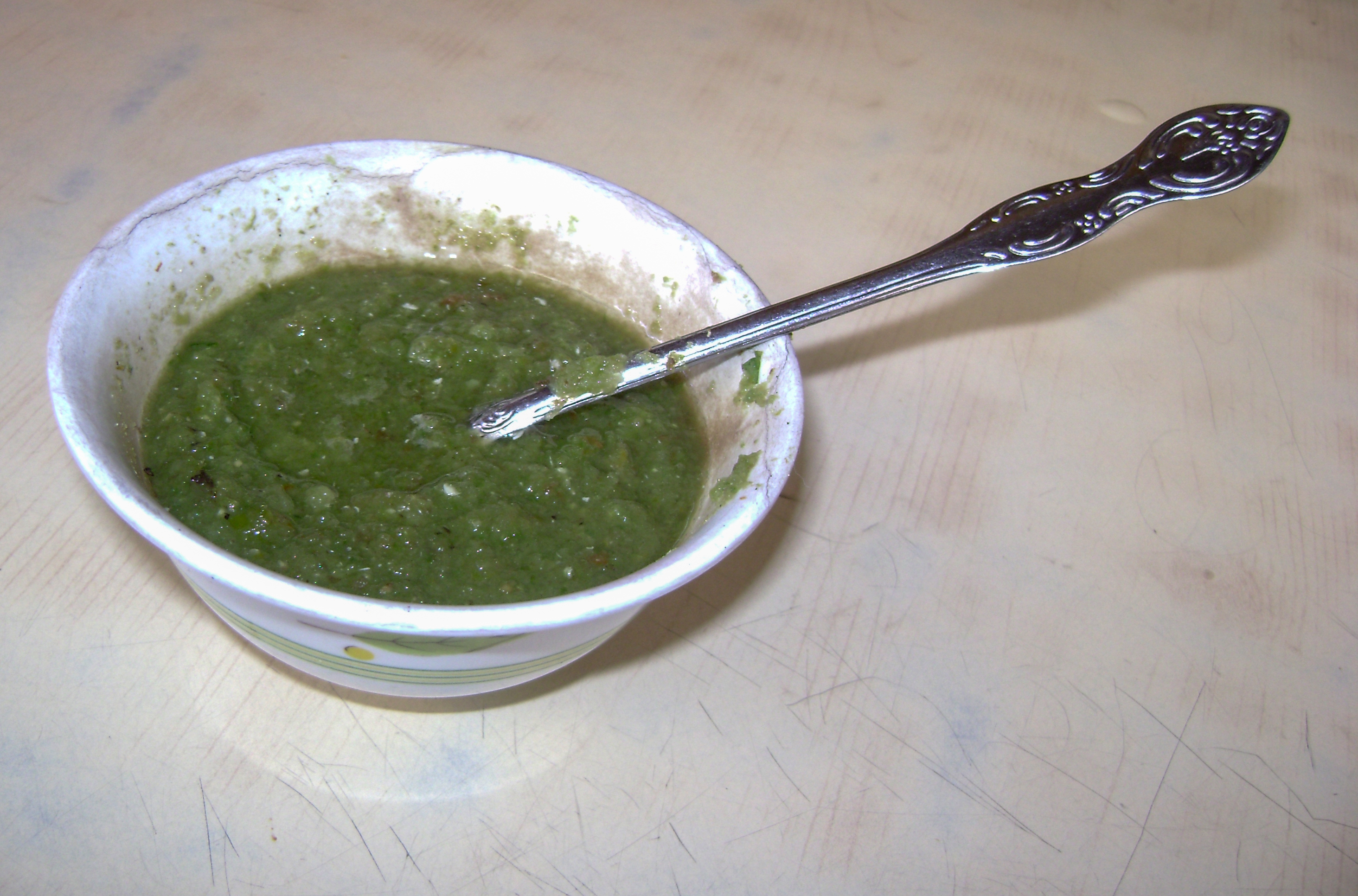
살사 데 아히 베르데

## 같이 보기
- 살사
- 시그니